# Gran Galà Ciclistico Internazionale
Il Gran Galà Ciclistico Internazionale è stata una cerimonia ideata da Dino Netto nel 1985 per premiare i migliori ciclisti e costruttori di biciclette della stagione. L'evento trasmesso dalle reti Rai si svolgeva in ottobre al Teatro Accademia di Conegliano.

## Storia
La manifestazione annuale si svolge la prima volta nel 1985 per volontà di Dino Netto, attuale organizzatore, con il nome di Gran Gala Ciclistico di Conegliano per poi prender la denominazione di Gran Galà Ciclistico Internazionale mentre nel 2014, per celebrare la trentesima edizione è stato chiamato Gran Gala Anniversary.
Nei decenni passati erano molti gli eventi di premiazione per i protagonisti del ciclismo mentre in anni più recenti il Gran Galà Ciclistico Internazionale è rimasto uno dei pochi, il solo trasmesso dalla Rai. Attualmente la manifestazione si svolge al Teatro Accademia situato nel centro storico di Conegliano ma negli anni passati è stato organizzato in discoteche e locali della zona. Diversi personaggi hanno affiancato Dino Netto negli anni nell'organizzazione del Gran Gala. Fra questi spicca Gianni Biz, patron del G.S. Caneva, scomparso nel 2012.

## Premi

### Atena d'argento

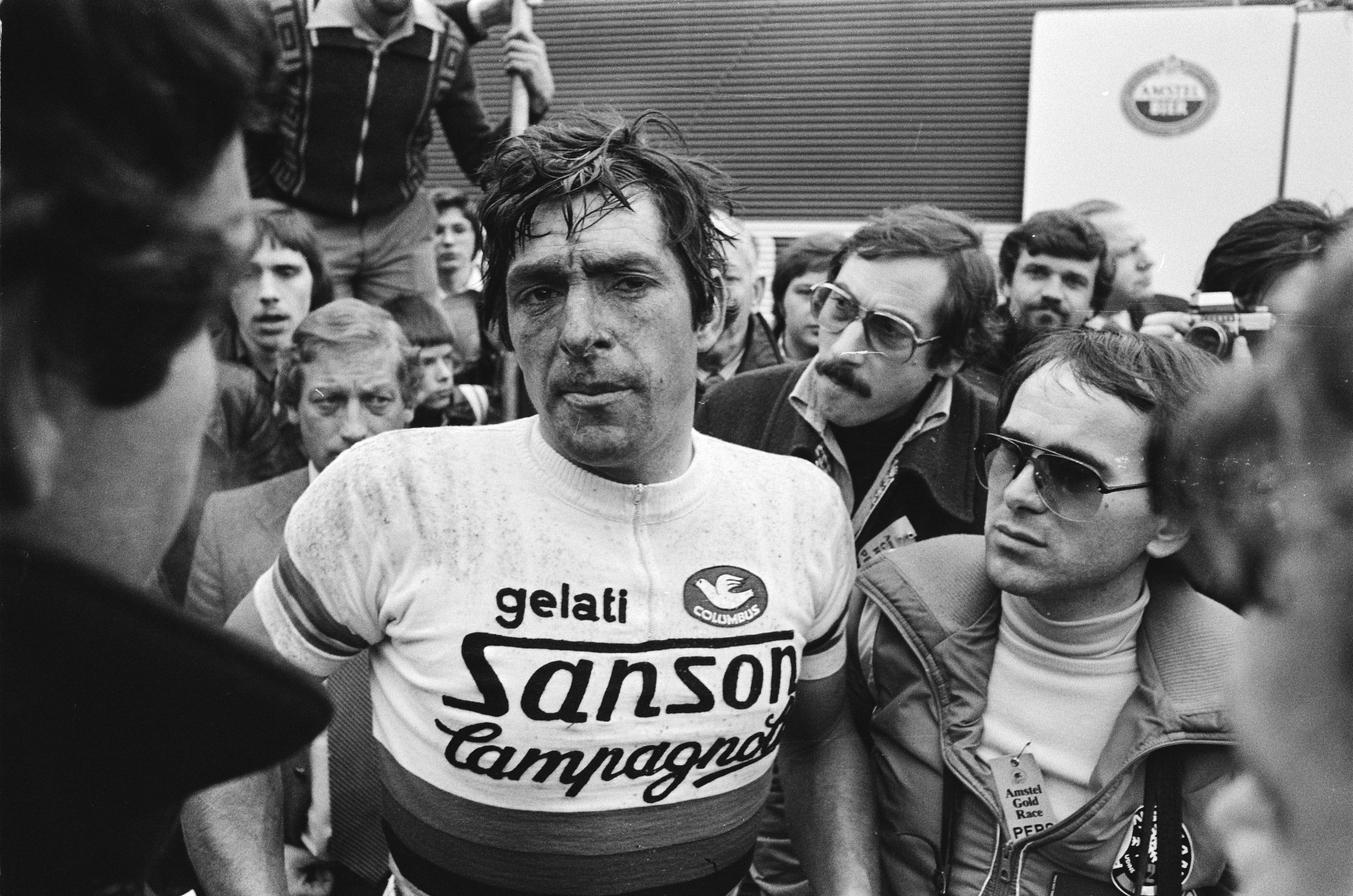
Il primo corridore ad aggiudicarsi lAtena d'argento è stato Francesco Moser, protagonista degli Anni Settanta e Ottanta.

L'Atena d'argento viene attribuita all'atleta che abbia compiuto il più bel gesto atletico della stagione indifferentemente dal sesso e dalla nazionalità.
Assegnata fin dalla prima edizione del Gran Galà Ciclistico Internazionale svoltasi nel 1985, l'Atena d'argento è il simbolo della manifestazione e l'atleta premiato viene scelto dalla giuria per meriti particolari e non stilando una classifica solo in base ai risultati come succede per il Premio Italia. Tra i vincitori del premio si trovano corridori che hanno fatto la storia del ciclismo come Francesco Moser, Moreno Argentin, Gianni Bugno, Marco Pantani e Mario Cipollini ma anche la bravissima Tatiana Guderzo.
Il trofeo riproduce la figura di Atena, mitologica dea greca della sapienza e della saggezza, che sorregge una coppa.

### Premio Italia
Il Premio Italia è una challenge la cui classifica viene stilata secondo i risultati, cui viene attribuito un determinato punteggio, ottenuti dai corridori nella stagione appena terminata in un calendario prestabilito. Attualmente viene assegnato un premio per ognuna delle tre categorie principali con le modalità di seguito elencate:
Premio Italia professionisti: viene assegnato ad un atleta italiano professionista. Vengono considerati i risultati ottenuti nei Campionati italiani e mondiali, ai Giochi olimpici, in alcune prove del World Tour e altre classificate come HC e 1.1 disputate in Italia.
Premio Italia donne: viene assegnato ad una atleta italiana. Vengono considerati i risultati ottenuti nelle prove di Coppa del mondo e quelle di categoria 1.1 e 2.1 inserite nel Calendario internazionale, ai Campionati nazionali e mondiali.
Premio Italia under 23: viene assegnato ad un atleta italiano della categoria under 23 tesserato con una squadra triveneta. Vengono considerati i risultati ottenuti in gare in linea e a tappe inserite nel calendario nazionale e internazionale di categoria.

### Mondiale costruttori
Il Mondiale costruttori è una challenge la cui classifica viene stilata secondo i risultati, cui viene attribuito un determinato punteggio, ottenuti dai costruttori di biciclette grazie ai risultati dei corridori delle squadre di cui sono fornitori. Vengono considerati i risultati ottenuti nei Campionati nazionali e mondiali, ai Giochi olimpici e in tutte le prove del World Tour.

## Albo d'oro
Aggiornato al 2013
| Anno | Atena d'argento     | Premio Italia professionisti | Premio Italia donne | Premio Italia under 23 | Mondiale costruttori |
| ---- | ------------------- | ---------------------------- | ------------------- | ---------------------- | -------------------- |
| 1985 | Francesco Moser     | Non assegnato                | Non assegnato       | Non assegnato          | Non assegnato        |
| 1986 | Francesco Moser     | Non assegnato                | Non assegnato       | Flavio Vanzella        | Non assegnato        |
| 1987 | Moreno Argentin     | Non assegnato                | Non assegnato       | Maurizio Fondriest     | Non assegnato        |
| 1988 | Maurizio Fondriest  | Non assegnato                | Non assegnato       | Luigi Bielli           | Non assegnato        |
| 1989 | Gianni Bugno        | Non assegnato                | Non assegnato       | Stefano Cattai         | Non assegnato        |
| 1990 | Gianni Bugno        | Non assegnato                | Non assegnato       | Mirko Gualdi           | Non assegnato        |
| 1991 | Gianni Bugno        | Non assegnato                | Non assegnato       | Davide Rebellin        | Non assegnato        |
| 1992 | Claudio Chiappucci  | Giorgio Furlan               | Non assegnato       | Cristian Zanolini      | Non assegnato        |
| 1993 | Maurizio Fondriest  | Maurizio Fondriest           | Non assegnato       | Gilberto Simoni        | Non assegnato        |
| 1994 | Gianluca Bortolami  | Giorgio Furlan               | Non assegnato       | Gianfranco Contri      | Non assegnato        |
| 1995 | Marco Pantani       | Maurizio Fondriest           | Non assegnato       | Daniele Sgnaolin       | Non assegnato        |
| 1996 | Andrea Tafi         | Fabio Baldato                | Non assegnato       | Roberto Sgambelluri    | Non assegnato        |
| 1997 | Davide Rebellin     | Davide Rebellin              | Non assegnato       | Giuliano Figueras      | Non assegnato        |
| 1998 | Marco Pantani       | Davide Rebellin              | Non assegnato       | Danilo Di Luca         | Non assegnato        |
| 1999 | Mario Cipollini     | Davide Rebellin              | Non assegnato       | Tadej Valjavec         | Non assegnato        |
| 2000 | Stefano Garzelli    | Davide Rebellin              | Non assegnato       | Franco Pellizotti      | Non assegnato        |
| 2001 | Gilberto Simoni     | Davide Rebellin              | Non assegnato       | Manuel Quinziato       | Pinarello            |
| 2002 | Paolo Savoldelli    | Davide Rebellin              | Non assegnato       | Francesco Chicchi      | Look                 |
| 2003 | Alessandro Petacchi | Gilberto Simoni              | Non assegnato       | Emanuele Sella         | Pinarello            |
| 2004 | Damiano Cunego      | Damiano Cunego               | Non assegnato       | Domenico Pozzovivo     | Colnago              |
| 2005 | Ivan Basso          | Danilo Di Luca               | Non assegnato       | Tiziano Dall'Antonia   | Colnago              |
| 2006 | Marzio Bruseghin    | Paolo Bettini                | Non assegnato       | Oscar Gatto            | Cervélo              |
| 2007 | Paolo Bettini       | Danilo Di Luca               | Noemi Cantele       | Simone Ponzi           | Colnago              |
| 2008 | Alessandro Ballan   | Davide Rebellin              | Fabiana Luperini    | Adriano Malori         | Specialized          |
| 2009 | Tatiana Guderzo     | Damiano Cunego               | Noemi Cantele       | Adriano Malori         | Specialized          |
| 2010 | Ivan Basso          | Vincenzo Nibali              | Giorgia Bronzini    | Enrico Battaglin       | Specialized          |
| 2011 | Elia Viviani        | Michele Scarponi             | Giorgia Bronzini    | Mattia Cattaneo        | Specialized          |
| 2012 | Marianne Vos        | Vincenzo Nibali              | Tatiana Guderzo     | Enrico Barbin          | Pinarello            |
| 2013 | Vincenzo Nibali     | Vincenzo Nibali              | Giorgia Bronzini    | Andrea Zordan          | Specialized          |
| 2014 | Vincenzo Nibali     | Vincenzo Nibali              | Giorgia Bronzini    | Simone Andreetta       | Specialized          |